# Équipe d'Angleterre de football amateur
Maillots
L'équipe d'Angleterre de football amateur était composée des meilleurs joueurs anglais ayant un statut amateur. Elle a disparu en 1974 lorsque la fédération anglaise de football a décidé de ne plus faire de distinction entre joueurs professionnels et amateurs, les considérant tous désormais « joueurs ». L'équipe d'Angleterre C fondée en 1979, semi-professionnelle et qui rassemble les meilleurs joueurs évoluant dans le Non-league football, est considérée comme sa remplaçante.

## Une équipe redoutée et redoutable sur le continent
Elle fut formée en 1906, en raison des progrès du professionnalisme : les joueurs amateurs ne pouvaient guère aisément trouver leur place dans l'équipe nationale.
Très prestigieuse à ses débuts (le premier match fut contre la France, avec le résultat France - Angleterre amateur 0-15), à une époque où l'Angleterre dominait largement la discipline, bien que sa pratique progressât sur le continent, l'équipe d'Angleterre amateurs joua contre de nombreuses équipes nationales européennes, et était généralement composé, malgré son nom, d'amateurs et de professionnels. La qualité de cette sélection était telle qu'elle dominait bien souvent ses adversaires, restant invaincue durant vingt matches, de 1906 à 1910.

De nombreux matches considérés comme pleinement officiels par certaines fédérations, ne le sont pas par la FA. Ainsi, l'équipe d'Angleterre amateurs infligea à l'Allemagne sa plus large défaite (0-9 en 1909), ainsi qu'aux Pays-Bas (2-12), à la Suède (1-12), à la Belgique (2-11) et à la Hongrie.

## Aux Jeux Olympiques, représentante de la Grande-Bretagne

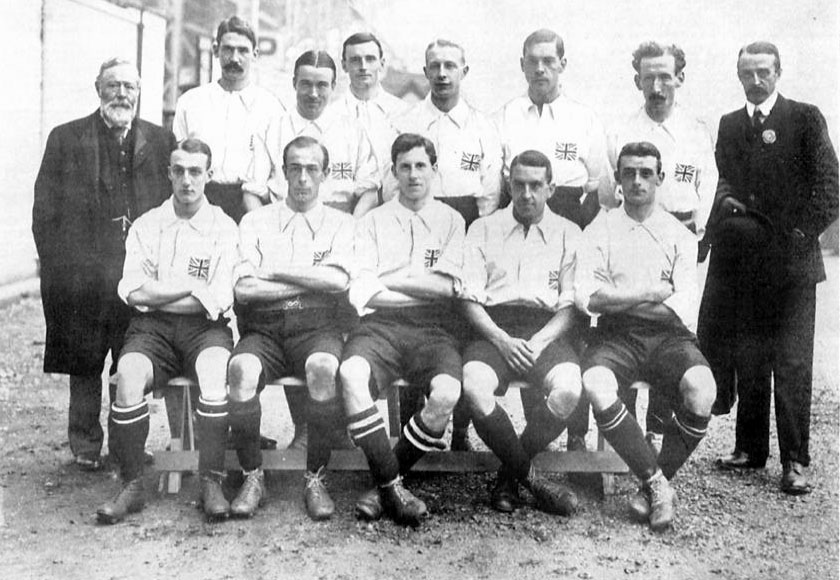
La sélection britannique pour les Jeux de 1908.

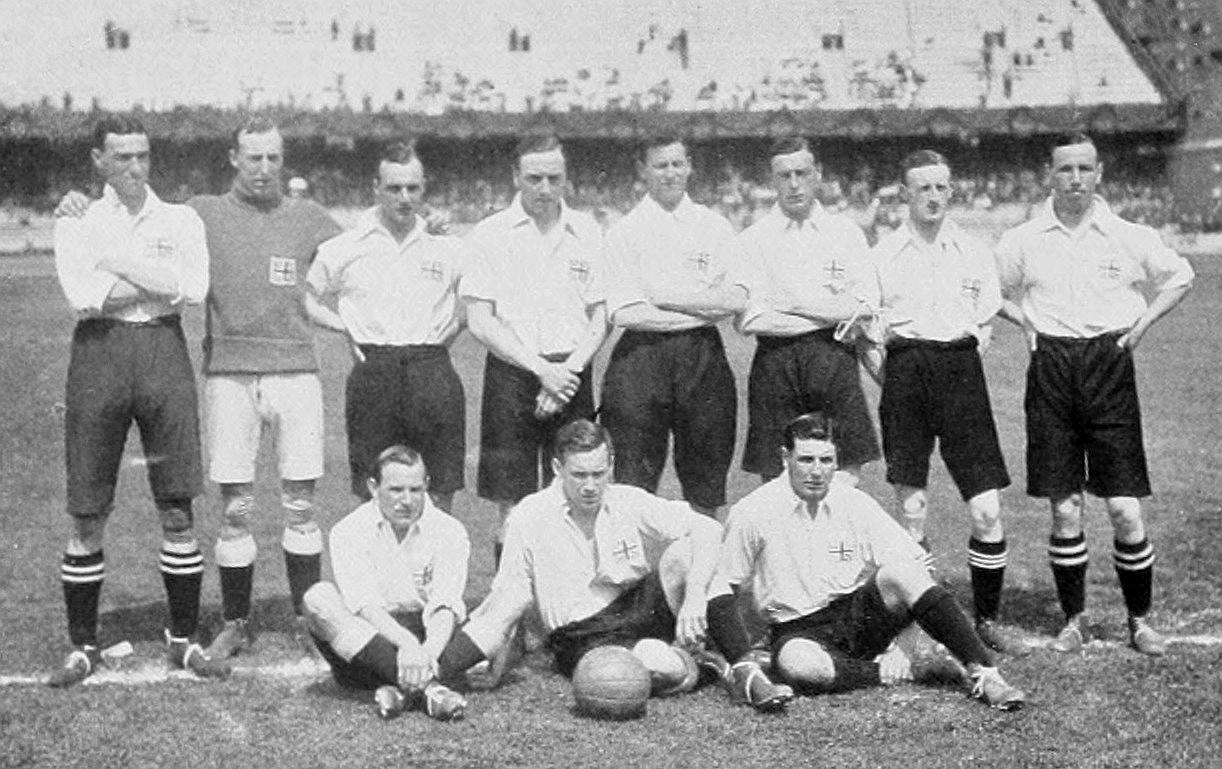
La sélection britannique pour les Jeux de 1912.

La Grande-Bretagne a été représentée au tournoi olympique de football par l'équipe d'Angleterre amateurs en 1908, 1912 et 1920. Lors du retour des footballeurs britanniques pour les Jeux olympiques de 1936, un accord a enfin été conclu entre les quatre Home Nations du Royaume-Uni pour fonder une véritable sélection de Grande-Bretagne. Mais l'équipe d'Angleterre représentera une nouvelle fois la Grande-Bretagne aux Jeux de 1956 en raison d'un différend entre la Fédération anglaise les trois autres fédérations. Certaines sources considèrent cette équipe britannique uniquement composé de joueurs anglais comme l'équipe d'Angleterre amateurs, même si quelques joueurs présents en 1908 ou 1912 n’ont jamais joué pour l'équipe en dehors des tournois olympiques (comme Frederick Chapman, Harold Hardman, Herbert Smith, Clyde Purnell, Ronald Brebner ou Walter Corbett), tandis que d'autres sources continuent d'attribuer médailles et participations à la Grande-Bretagne. Les deux points de vue sont en fait compatibles car, en 1908, il était attendu que les quatre Home Nations (Angleterre, Écosse, pays de Galles et Irlande) engagent chacune une équipe dans le tournoi olympique de football comme cela a été le cas dans celui de hockey. Or, à l'époque où élite rimait déjà avec professionnalisme, la fédération anglaise était la seule à disposer d'une véritable équipe amateurs. Les fédérations écossaise, galloise et irlandaise n'ont quant à elles pas souhaité fondé une équipe d'amateurs spécialement pour l'occasion, ce qui explique pourquoi l'équipe d'Angleterre amateurs s'est retrouvée la seule britannique engagée et a par conséquent endossé l'étiquette d'équipe de « Grande-Bretagne ». Notons que les certificats donnés aux joueurs après leurs victoires en 1908 et 1912 mentionnent l'équipe d'Angleterre.

## Disparition
L'équipe continua de jouer pendant plusieurs années, essentiellement contre des équipes amateurs, sa domination se faisant de moins en moins évidente, à l'instar de celle de l'équipe d'Angleterre « A ». Elle fut supprimée durant l'été 1974, quand la FA abolit la distinction entre statuts amateur et professionnel. Une équipe semi-professionnelle, composée de joueurs du National League System, l'a remplacée.

## England C
Formée en 1979 comme équipe d'Angleterre de Non-League, d'abord appelée England National Game XI, puis England Semi-Pro, l'équipe d'Angleterre C représente l'Angleterre du Non-league football. Elle regroupe des joueurs amateurs, comme sa devancière, mais aussi des semi-professionnels. Des joueurs sélectionnés en équipe C peuvent trouver là l'occasion d'accéder au monde professionnel.

Cette sélection n'a pas de stade attitré : les matches à domicile sont joués dans divers stades, hébergeant aussi bien des clubs amateurs que des équipes professionnelles. Elle se produit contre des sélections de même acabit ou des sélections de jeunes. Chaque année elle dispute le Four Nations Tournament, avec ses équivalents gallois et écossais, ainsi que la sélection de Gibraltar. Elle a remporté ce tournoi pour la septième fois en mai 2008, en gagnant ses trois matches, et sans concéder un but. Les semi-professionnels anglais furent également finalistes, en 2009, du Challenge Trophy, et vainqueurs de ce dernier en 2010. L'équipe est entraînée par Paul Scarborough depuis janvier 2003.